# تايلر هاميلتون
تايلر هاميلتون (بالإنجليزية: Tyler Hamilton)‏ مواليد 1 مارس 1971 في ماساتشوستس، الولايات المتحدة، هو دراج أمريكي سابق في صنف سباق الدراجات على الطريق. سبق أن شارك في دورة الألعاب الأولمبية الصيفية.

## سجل النتائج

### سباقات أو مراحل فاز بها
- طواف فرنسا
- طواف إسبانيا
- طواف إيطاليا

## روابط خارجية
- تايلر هاميلتون على موقع الاتحاد الدولي للدراجات (الإنجليزية)
- تايلر هاميلتون على موقع أرشيف الدراجات (الإنجليزية)
- تايلر هاميلتون على موقع إحصائيات الدراجات الإحترافية (الإنجليزية)
- تايلر هاميلتون على موقع نسبة الدراجات (الإنجليزية)
- تايلر هاميلتون على موقع CycleBase (الإنجليزية)
- تايلر هاميلتون على موقع أوليمبيديا (الإنجليزية)